# Paysonia auriculata
Paysonia auriculata är en korsblommig växtart som först beskrevs av Georg George Engelmann och Asa Gray, och fick sitt nu gällande namn av O'kane och Al-shehbaz. Paysonia auriculata ingår i släktet Paysonia och familjen korsblommiga växter. Inga underarter finns listade i Catalogue of Life.